# Prästvigning av kvinnor
Prästvigning av kvinnor eller kvinnoprästfrågan (i Svenska kyrkan även kallad ämbetsfrågan) är inom kristendomen frågan om kvinnor skall kunna vigas/avskiljas till det kyrkliga ämbetet som präst eller motsvarande. Frågan om kvinnliga präster begränsar sig dock inte till kristendomen. Även inom icke-kristna religioner, utdöda liksom nutida, har frågan diskuterats och genomgått olika skeenden.

## Prästvigning av kvinnor inom kristendomen

### Historisk bakgrund och bibeltexter
Frågan om kvinnor i prästämbetet har med början under nittonhundratalets mitt varit föremål för diskussion efter att det under årtusenden varit en självklarhet inom en stor majoritet av den kristna kyrkan att de inte kan vara det. De som hävdar att kvinnor inte kan vara präster använder vissa bibelord som grund (till exempel 1 Korinthierbrevet 14), samt argument utifrån kyrkohistorien. Främst betonas en förståelse av skapelseordningen, att det är skillnad på män och kvinnor, och att denna skillnad tar sig uttryck i olika uppgifter inom kyrkan. De som hävdar motsatsen, att kvinnor mycket väl kan vara präster, använder både argument från bibeln (Galaterbrevet 3) samt en vidare förståelse kring begrepp som kärlek, kristendomsutveckling och omvärldsanpassning, samt att kristendomen till sitt väsen är positiv till jämlikhet mellan könen. Exempel på kvinnliga ledare och predikanter i gamla testamentet är profeten och domaren Debora, profeten Mirjam, profeten Huldah och drottning Ester, och i nya testamentet predikanten Prisca (medarbetare till Paulus, undervisade personligen predikanten Apollo), aposteln Junia samt diakonen och läraren Foibe. Den judiskt troende handelskvinnan Lydia bjöd in apostlarna till sitt hus och en husförsamling bildades hos henne, troligen under hennes ledning. Samtidigt förekommer anvisning från Paulus att en kvinna inte ska "träda upp som lärare" i församlingen, vilket lett till oenighet om kvinnors ämbete i kyrkohistorien.

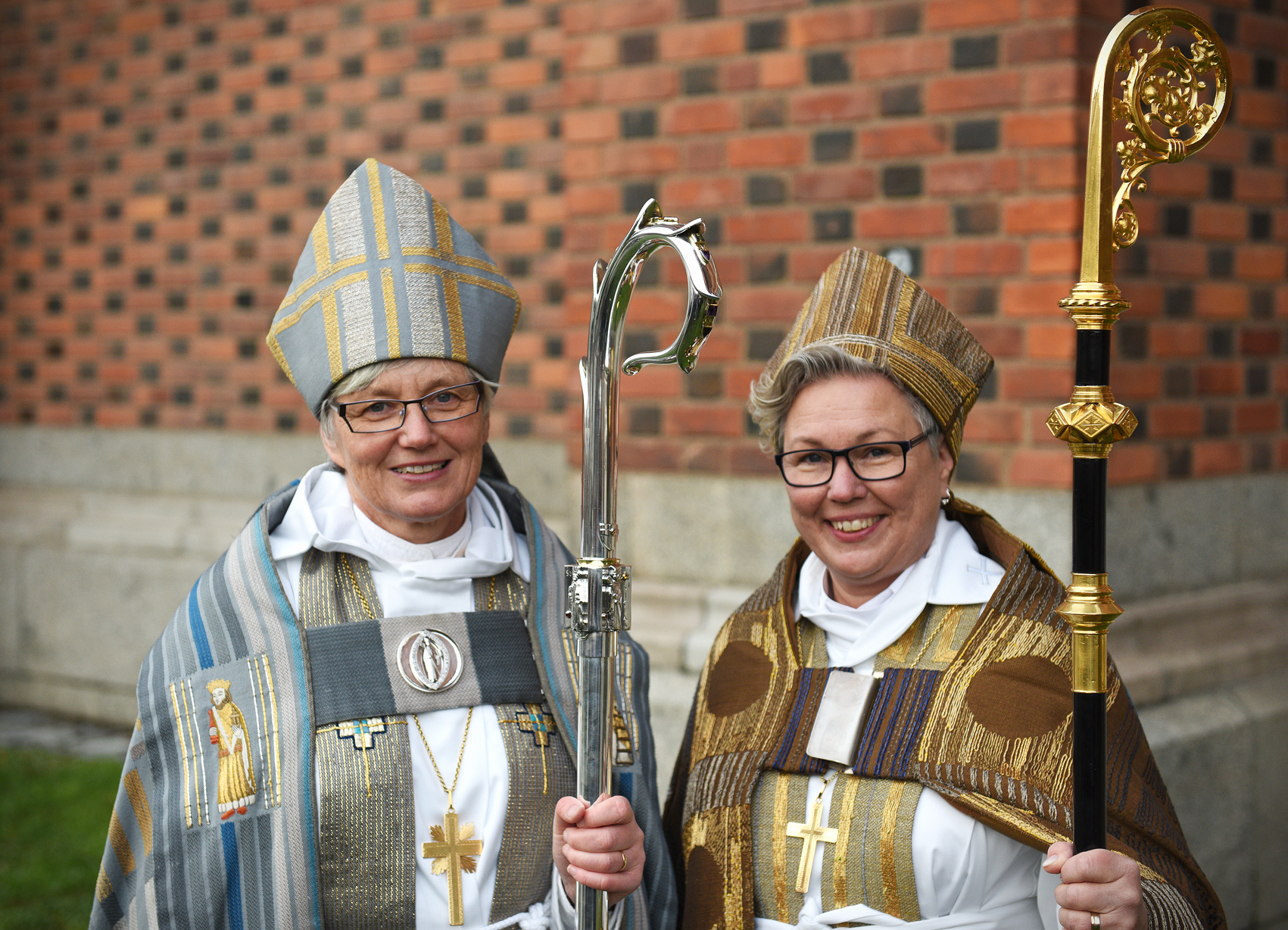
Svenska kyrkans ärkebiskop Antje Jackelén (t.v.) biskopsviger den blivande biskopen i Härnösands stift, Eva Nordung Byström, 2014.

### Prästvigning av kvinnor i Svenska kyrkan
I Sverige öppnades möjligheten för kvinnor att bli präster vid ett kyrkomöte 1958 och palmsöndagen den 10 april 1960 prästvigdes de första tre kvinnorna till präster. Elisabeth Djurle vigdes i Storkyrkan i Stockholm av biskop Helge Ljungberg, Ingrid Persson i Härnösands domkyrka av biskop Ruben Josefson och Margit Sahlin på S:ta Katarinastiftelsen i Stockholm av ärkebiskop Gunnar Hultgren. Händelsen hade föregåtts av, och skulle följas av, en häftig och inflammerad debatt.
I samband med beslutet 1958 för kvinnliga präster antogs en ”samvetsklausul” där manliga präster som inte ville inordna sig i kyrkoordningen på denna fråga skulle slippa göra det. Denna samvetsklausul upphävdes 1982, ungefär samtidigt som Lagen om jämställdhet mellan män och kvinnor i arbetslivet införts i Sverige och nu kan man inte bli präst inom Svenska kyrkan om man inte kan tänka sig samarbeta med kvinnliga präster.

### Prästvigning av kvinnor inom andra länder och trossamfund

#### Norden och Baltikum
I Danmark vigdes tre kvinnor till präster den 28 april 1948: Johanne Andersen, Ruth Vermehren och Edith Brenneche-Petersen. Den fjärde kvinnan som blev präst i den danska kyrkan var Helga Jensen som vigdes den 15 februari 1956. Norge fick sin första prästvigda kvinna 1961 (och blev först i Norden med att utse en kvinna till biskop 1993); Island fick sina första prästvigda kvinnor 1974 och i Finland togs beslutet om tillträde till prästämbetet först 1986 och den första vigningen ägde rum året därpå. 
I Estland vigdes Laine Villenthal till präst i Estniska evangelisk-lutherska kyrkan 1967 efter en regeländring samma år. Den lettiska evangelisk-lutherska kyrkan tillät kvinnor att prästvigas 1973 men slutade med detta 1993 och sedan 2015 är prästvigning av kvinnor förbjuden, även om det fåtal kvinnor som idag är prästvigda tillåts verka i ämbetet. Enstaka kvinnliga präster vigs fortfarande inom den sedan andra världskriget separata lettiska exilkyrkan i utlandet. Evangelisk-lutherska kyrkan i Litauen har hittills avslagit alla ansökningar om prästvigning av kvinnor.

#### Storbritannien
Engelska kyrkan tog beslut om att ge kvinnor tillträde till prästämbetet så sent som 1992, genom beslut i Engelska kyrkans generalsynod. Redan nästa år togs dock nya beslut som tillät församlingar att inte acceptera prästvigda kvinnor. Den 12 mars 1994 prästvigdes 32 kvinnor (lista på engelska Wikipedia). Tio år senare, 2004, var 20 % av prästerna i Engelska kyrkan kvinnliga präster.
Inom den presbyterianska Church of Scotland tilläts prästvigning av kvinnor 1968 och Catherine McConnachie blev 1969 första kvinna att vigas till präst.

#### Tyskland och Schweiz
Prästvigning av kvinnor med samma uppgifter som manliga präster förekom utan officiell sanktion inom den tyska Bekännelsekyrkan under Nazityskland, då den dåvarande kyrkoherden i Sachsenhausen norr om Berlin, Kurt Scharf, prästvigde Ilse Härter och Hannelotte Reiffen 1943. Dessförinnan hade kvinnliga diakoner tillåtits en begränsad form av prästvigning inom den preussiska kyrkan från 1927, men framförallt den pronazistiska Deutsche Christenrörelsen hämmade en vidare liberalisering fram till krigsslutet. De kvinnor som prästvigdes under denna period fick oftast vänta många år på att tillträda som församlingspräster. Inom den 1946 bildade Tysklands evangeliska kyrka (Evangelische Kirche in Deutschland, EKD) var den dåvarande Evangelisk-lutherska kyrkan i Lübeck 1958 första medlemskyrka att officiellt tillåta prästvigning av kvinnor. Sedan 1991, då Evangelisk-lutherska kyrkan i Schaumburg-Lippe slutligen införde prästvigning av kvinnor, viger samtliga regionala medlemskyrkor inom EKD kvinnliga präster. Däremot tillåter de flesta gammellutheranska kyrkor i Tyskland inte prästvigning av kvinnor, med undantag för bland annat Evangelisch-Lutherische Kirche in Baden. I Schweiz har kvinnor kunnat bli präster sedan 1918, då två kvinnor prästvigdes.

#### USA

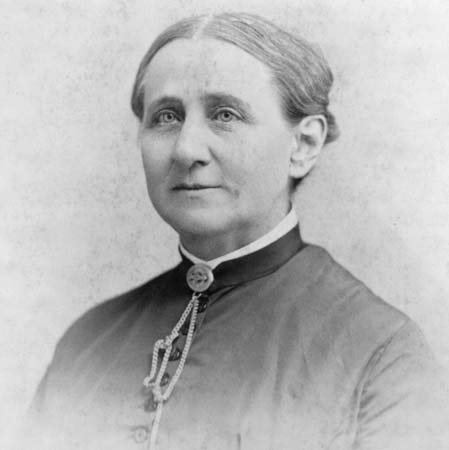
Antoinette Brown Blackwell vigdes till präst 1853 i USA.

I USA blev Antoinette Brown Blackwell, som hörde till de kongregationalistiska och unitariska kyrkorna, präst redan 1853. Den anglikanska kyrkan har dock varit splittrad i frågan. I USA dröjde det till 1974 innan en kvinna vigdes till anglikansk präst. I The United Church of Canada har kvinnor kunnat bli präster sedan 1936. 

### Romersk-katolska kyrkan
Romersk-katolska kyrkan säger nej till prästvigning av kvinnor, likaså de ortodoxa kyrkorna. Många gammalkatolska kyrkor inom Utrechtunionen införde prästvigning av kvinnor 1996, men samtidigt lämnade de gammalkatolska församlingar och den Polska nationalkatolska kyrkan i USA som inte accepterade beslutet Utrechtunionen, för att istället bilda den konservativa Scrantonunionen. Den polska Katolska Mariavitkyrkan, ett mindre trossamfund som skiljdes från den romersk-katolska kyrkan och den gammalkatolska Mariavitkyrkan under början av 1900-talet, var en av de tidigaste katolska kyrkorna som tillät prästvigning av kvinnor.